# Ahmosia aspasiana
Ahmosia aspasiana är en fjärilsart som beskrevs av Mcdunnough 1922. Ahmosia aspasiana ingår i släktet Ahmosia och familjen vecklare. Inga underarter finns listade i Catalogue of Life.